# Bilma (erg)
Bilma je erg smješten u pustinji Ténéré na jugu Sahare. Erg se proteže od Fachija, istočno od planina Aïr na sjeveru države Niger pa sve do istoka do grada Bilme na granici s Čadom. Staro carstvo Bornu je svojim karavanama do Fezana moralo proći ovim ergom kao posljednjom preprekom i početkom sahela. Iako se promet ergom smanjio poslije 1820., i dalje je korišten kao ruta od jezera Čad do masiva Termit.

## Vanjske poveznice
- Prof. Dr. R. Baumhauer
- The University of Trier's Geography center
- Surviving the Sahara